# Mãe de Gravata
Mãe de Gravata foi um programa feminino apresentado pelo cantor e apresentador Ronnie Von entre 24 de maio de 1999 e 29 de dezembro de 2000 pela TV Gazeta.
O programa tinha conteúdo de culinária, entrevistas variadas sobre assuntos de interesse feminino e também masculino.
O programa ia ao ar de segunda a sexta-feira, das 17h às 19h. Com o fim da parceria da CNT com a TV Gazeta, a rede CNT começou a passar por severas dificuldades financeiras, e os apresentadores que não haviam ido para a Gazeta começaram a mudar para outras emissoras. Ronnie Von transferiu em 2000 seu programa Mãe de Gravata para a então Rede Mulher, onde o manteve por alguns anos.